# Terminalia savannicola
Terminalia savannicola är en tvåhjärtbladig växtart som beskrevs av N.B. Byrnes. Terminalia savannicola ingår i släktet Terminalia och familjen Combretaceae. Inga underarter finns listade i Catalogue of Life.